# Nestor Colonia
Nestor Colonia (Zamboanga, 16 febbraio 1992) è un sollevatore filippino.

## Biografia
Graduato della Philippine Air Force, fa parte della sua squadra di sollevamento pesi assieme ad Hidilyn Diaz.

## Carriera

### Giochi Olimpici di Rio de Janeiro 2016
Il 7 agosto Colonia prende parte alla sua prima Olimpiade, partecipando alla categoria 56 kg maschile nel sollevamento pesi. Dopo aver sollevato 120 Kg nello strappo, nello slancio il pesista filippino fallisce tre tentativi a 154 kg e viene così eliminato dalla competizione. Solamente alcune ore prima, la sua collega di squadra Hidilyn Diaz era riuscita a conquistare uno storico argento nella categoria 53 Kg femminile.

## Palmarès
- Campionati asiatici di sollevamento pesi

Campionati asiatici di sollevamento pesi 2015: oro nei 56 kg maschili.